# Cordes-sur-Ciel
Cordes-sur-Ciel è un comune francese di 1 065 abitanti situato nel dipartimento del Tarn nella regione dell'Occitania.
Il territorio comunale è bagnato dalle acque del fiume Cérou.

## Società

### Evoluzione demografica
Abitanti censiti